# 徳茂雅之
徳茂 雅之（とくしげ まさゆき、1962年5月2日 ‐ ）は、日本の政治家。自由民主党所属の元参議院議員（1期）。

## 来歴
大阪府出身。
- 1986年（昭和61年）3月 - 東京大学法学部卒業[1]。
  - 4月 - 郵政省入省[1]
- 1991年（平成3年）6月 - 信州中野郵便局長[1]
- 2000年（平成12年）7月 - 中国郵政局郵務部長[1]
- 2004年（平成16年）4月 - 内閣官房郵政民営化準備室企画官[1]
- 2007年（平成19年）10月 - 株式会社かんぽ生命保険本社営業企画部長[1]
- 2012年（平成24年）7月 - かんぽ生命保険執行役営業推進部長[1]
- 2014年（平成26年）4月 - 日本郵便株式会社執行役員近畿支社長[1]
- 2016年（平成28年）
  - 1月 - 日本郵便株式会社退任[1]
  - 1月 - 全国郵便局長会 相談役就任[1]
  - 1月 - 全国簡易郵便局連合会 相談役就任[1]
  - 1月 - 一般財団法人 日本郵政退職者連盟 顧問就任[1]
  - 7月 - 7月10日投開票の第24回参議院議員通常選挙で自由民主党から比例区で立候補し初当選した[2]。
  - 11月 - 全国郵便局長会 顧問就任[1]
- 2022年（令和4年）7月 - 第26回参議院議員通常選挙に立候補せず退任。

## 主な役職
- 全国郵便局長会 顧問[1]
- 全国簡易郵便局連合会 顧問[3]
- 一般財団法人 日本郵政退職者連盟 顧問[1]

### 所属委員会
- 内閣委員会 - 委員長（第207回国会）
- 政治倫理の確立及び選挙制度に関する特別委員会 - 委員
- 総務委員会 - 理事（第206回国会まで）
- 地方創生及び消費者問題に関する特別委員会 - 理事（第206回国会まで）

### 党内での役職
- 自由民主党広報本部 - 報道局次長(2021年11月26日現在)[4]
- 自由民主党組織運動本部 - 情報・通信関係団体委員会副委員長(2022年3月3日現在)[5]